# Lāčplēsis
Lāčplēsis er et epos skrevet af den lettiske digter Andrejs Pumpurs, der skrev eposset i perioden 1872 til 1887 på baggrund af lokale lettiske legender. Lāčplēsis betragtes som Letlands nationale epos.

## Synopsis
Digtet fortæller om den legendariske helt Lāčplēsis' liv, som var udvalgt af guderne til at blive en helt for sit folk. Hans navn betyder "bjørneflænser", for som en ung mand, der levede som adopteret søn af Herren af Lielvārde, dræbte han en bjørn ved at flænse dens kæber fra hinanden med hænderne. På Herren af Aizkrauklis slot spionerer han om aktiviteterne omkring heksen Spīdola (Spīdala), der er under kontrol af Djævelen, og den hellige mand Kangars, der i virkeligheden er en forræder, der planlægger at erstatte de gamle guder med kristendommen. Spīdola forsøger at drukne Lāčplēsis ved at kaste ham ind i Staburags' spabad i Daugava, men han reddes af gudinden Staburadze og tager til hendes undervands krystalslot. Dér møder Lāčplēsis, og forelsker sig i, pigen Laimdota. Kort efter bliver Lāčplēsis venner med en anden helt, Koknesis (Træbæreren), og de studerer sammen på slottet Burtnieks, Laimdotas far.
Kangars provokerer en krig med Estland, og Lāčplēsis sætter sig for at bekæmpe den gigantiske Kalapuisis (estisk: Kalevipoeg; afledt af kalapoiss, som sandsynligvis refererer til helten i det estiske epos Kalevipoeg), for at vinde Laimdotas hånd. Han besejrer kæmpen, de to slutter fred og beslutter at gå sammen om at bekæmpe deres fælles fjende, de tyske missionærer, ledet af præsten Dietrich. Lāčplēsis udfører en heroisk gerning ved at tilbringe natten i et sunket slot, bryder forbandelsen og får slottet til at stige op til overfladen igen. Laimdota og Lāčplēsis bliver forlovede. I de følgende episoder læser Laimdota fra de gamle bøger om skabelsen og den gamle lettiske lære.
Laimdota og Koknesis bliver kidnappet og fængslet i Tyskland. Spīdola overbeviser Lāčplēsis om, at Laimdota og Koknesis er kærester. Lāčplēsis vender hjem til Lielvārde, og sætter kursen mod Tyskland. Hans skib går tabt i Nordsøen, og han tages imod af nordenvindens datter. I mellemtiden mødes Dietrich og Livlands fyrste Kaupo af Turaida med paven i Rom for at planlægge kristningen af Letland. Lāčplēsis begynder sin farlige rejse hjem fra Nordsøen. Han bekæmper monstre med tre, seks og ni hoveder på den fortryllede ø. Endelig møder han Spīdola på øen, og befrier hende fra hendes kontrakt med djævelen. Lāčplēsis genforenes med Laimdota og Koknesis, der flygtede fra Tyskland, men som blev fanget på den fortryllede ø. Koknesis erklærer sin kærlighed til Spīdola, og de fire venner vender tilbage til Letland.
Et dobbelt bryllup fejres i løbet af Jāņi (Midsommer-festlighederne), men heltene skal snart af sted for at bekæmpe de tyske korsfarere. Efter flere kampe er tyskerne skubbet tilbage, og deres leder, biskop Albert, bringer forstærkninger fra Tyskland, herunder Den Sorte Ridder. På Dietrichs budgivning, finder Kangars ud af hemmeligheden om Lāčplēsis' styrke og afslører det forræderisk til tyskerne: Lāčplēsis' mor var en hun-bjørn, og hans overmenneskelige kræfter sidder i hans bjørneører. De tyske riddere kommer til Lielvārde, og tilbyder at slutte fred. Lāčplēsis arrangerer en hyggelig turnering, hvor han ophidses til at kæmpe mod Den Sorte Ridder. Ridderen skærer Lāčplēsis' ører af. Lāčplēsis, som endnu ikke fuldstændig har mistet sin styrke, eksploderer i vrede og løfter ridderen, for at smide ham i floden fra en klippe. Men de to kæmpende falder i Daugava-floden, fordi ridderen, da han bliver smidt, griber fat i Lāčplēsis, og de begge forsvinder i vandet. I samme øjeblik ender Laimdotas liv.
Canto IGudernes råd – Lāčplēsis' skæbne afsløres
Canto IILāčplēsis' første heroiske gerning – Lāčplēsis tager til Burtnieki slot – Mødet med Spīdala – I djævelens hul – I Staburadzes palads – Hjemkomst og møde med Koknesis
Canto IIIKangars' and Spīdalas sammensværgelse – Krigen med esterne – Det sunkne slot – Skabelsen – Letterne snydes af de kristne
Canto IVCaupo i Rom – Koknesis og Laimdota i Tyskland – Lāčplēsis i Nordsøen – Lāčplēsis' hjemkomst
Canto VPå den fortryllede ø – Møde med Spīdala – Hjemkomst – Lāčplēsis, Laimdota og Koknesis genforenet
Canto VIMidsommer festival – Slaget begynder – Lāčplēsis' bryllup – Lāčplēsis' død

## Lāčplēsisdagen
Lāčplēsisdagen (lettisk: Lāčplēša Diena) fejres den 11. november. På denne dato mindes letterne ikke afslutningen af 1. verdenskrig i 1918 (som i mange andre lande), men sejren over Bermondthæren i slaget om Riga det følgende år.